# Weihwasserbecken (Saint-Rogatien)

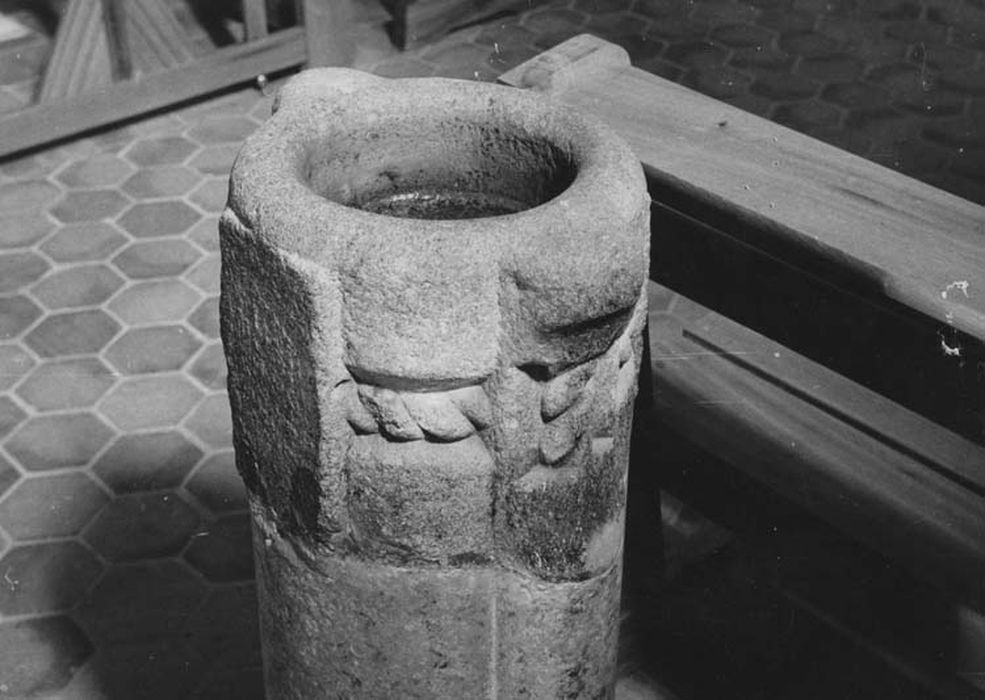
Weihwasserbecken in Saint-Rogatien

Das Weihwasserbecken in der Kirche St-Rogatien in Saint-Rogatien, einer französischen Gemeinde im Département Charente-Maritime der Region Nouvelle-Aquitaine, wurde im 14. oder 15. Jahrhundert geschaffen. 
Im Jahr 1978 wurde das Weihwasserbecken als Monument historique in die Liste der geschützten Objekte (Base Palissy) in Frankreich aufgenommen.
Das Weihwasserbecken ist aus einem einzigen Steinblock gearbeitet. Außen sind Bänder als Verzierung und ein Wappen skulptiert.